# Национальное богатство

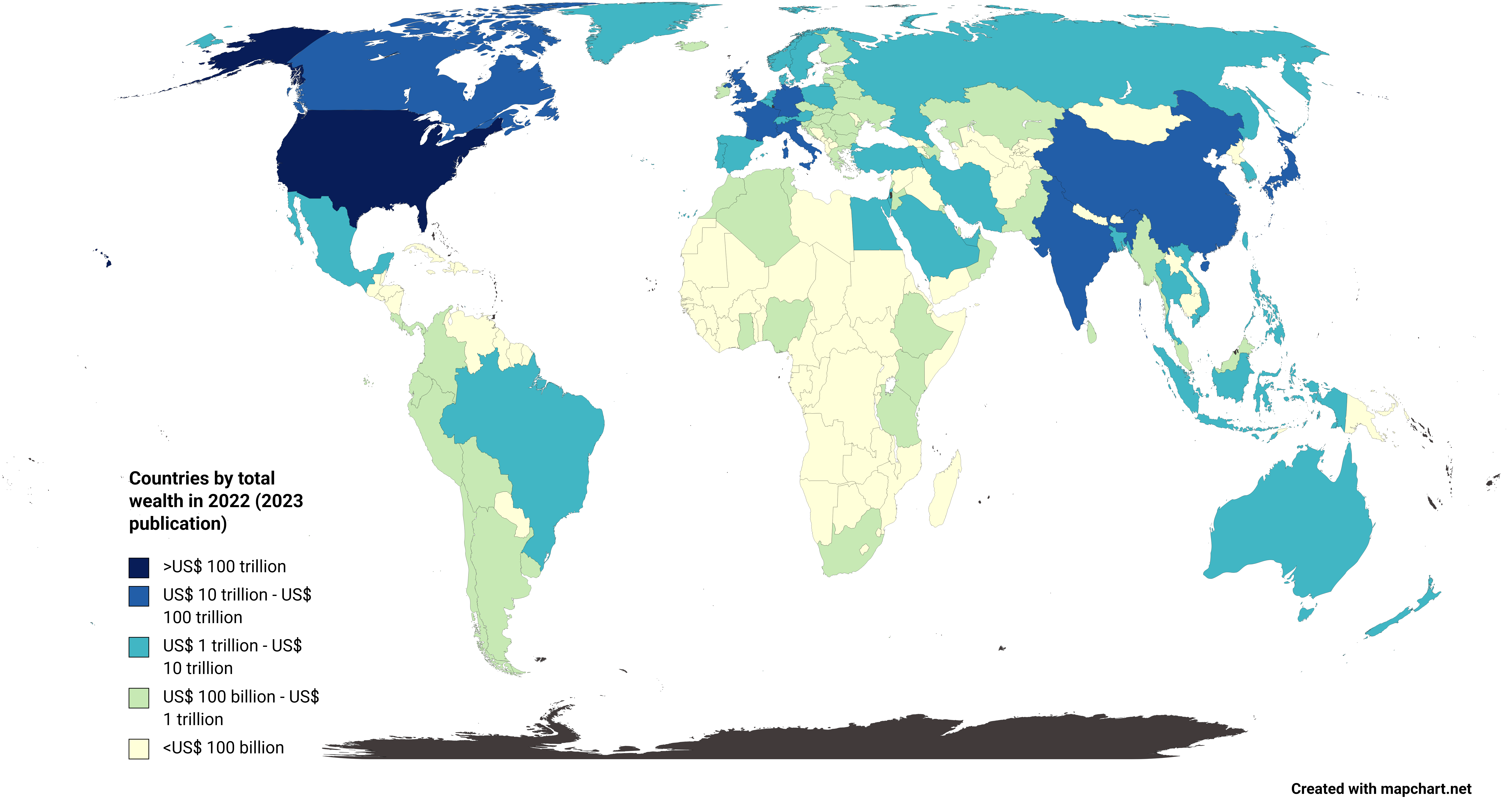
Страны по уровню национального богатства в трлн долларов по состоянию на июнь 2021 года

Национальное богатство — макроэкономический показатель, представляющий в денежном выражении совокупность активов, созданных и накопленных обществом.
Национальное богатство — это совокупность накопленных материальных активов, нематериальных активов - созданных трудом всех предшествовавших поколений, принадлежащих стране или ее резидентам и находящихся на экономической территории данной страны и за ее пределами (национальное имущество), а также разведанных и вовлеченных в экономический оборот природных и других ресурсов.
Источником национального богатства является общественный продукт, рост национального богатства происходит за счёт того, что созданный общественный продукт превышает текущее потребление общества. 
Динамика национального богатства характеризует эффективность общественного воспроизводства.
Национальное богатство включает:
- природные богатства
- материальные ценности

## История расчёта НБ
Впервые национальное богатство было исчислено английским экономистом, родоначальником классической политической экономии У. Петти (1623 - 1687) в 1664 году. Во Франции национальное богатство впервые было рассчитано в 1789 году, в США - в 1805, в России - около 1864.
Наиболее значительные исследования национального богатства в XX в. за рубежом были проведены американским экономистом Р. У. Голдсмитом, который рассчитал величину национального богатства США за 1898 - 1948, 1905 - 1950 и 1945 - 1958 гг. и П. Редферном, определившим объём НБ Великобритании за 1938 - 1953 гг. 
В СССР объём национального богатства рассчитал советский статистик А. Л. Вайнштейн по состоянию на 1 января 1914 года, показав его распределение по отраслям￼ народного хозяйства и социальным группам. В настоящее время НБ России исчисляет Федеральная служба государственной статистики.

## Состав национального богатства

### С точки зрения накопленного капитала
- физический капитал
- природный капитал
- человеческий капитал
- финансовый капитал[4]

В современной экономике в национальных богатствах стран происходит замещение физического капитала человеческим капиталом, доля которого в конце XX века выросла до 80 % в совокупном национальном богатстве. В развитых странах мира в конце 1990-х годов в человеческий капитал вкладывалось около 70 % всех инвестиций, а в физический капитал — около 30 %. Причем, основную долю инвестиций в человеческий капитал в этих странах осуществляет государство.

### Согласносистеме национальных счетов
1. Нефинансовые активы — объекты во владении хозяйствующих субъектов и приносящие им реальные либо потенциальные выгоды. Нефинансовые активы делятся:
  - Произведенные активы включают:
    1. основные фонды (основной капитал)
    2. запасы материальных оборотных средств
    3. ценности.

  - Непроизведенные.
    1. материальные активы
    2. нематериальные активы (технологии, человеческий капитал, интеллектуальная собственность, ноу-хау и другие результаты интеллектуальной деятельности)
2. Финансовые активы включают:
  - монетарное золото
  - специальные права заимствования
  - наличные деньги (валюту)
  - деривативы
  - депозиты
  - ценные бумаги (кроме акций)
  - ссуды
  - акции
  - страховые технические резервы
  - другие счета дебиторов и кредиторов.

## Национальное богатство России
Основной вклад в национальное богатство России вносят:
- природный капитал
- российский человеческий капитал
- физический капитал[6].

По оценкам экспертов Всемирного банка доля человеческого капитала в национальном богатстве России в конце XX века составляла 50 процентов, доля природного капитала — 40 процентов, доля физического капитала — 10 процентов.
Росстат включает в национальное богатство только воспроизводимые блага, а именно:
а) Основные фонды (производственные и непроизводственные - здания, сооружения, машины, оборудование, скот);
б) Материальные оборотные средства (сырьё, материалы, топливо, электроэнергия и их запасы, а также запасы готовой продукции, остатки незавершённого производства);
в) Товарные запасы;
г) Резервы (страховые, оборонные, золотой запас и запасы иностранной валюты);
д) Предметы длительного пользования в домашнем хозяйстве населения.

## Измерение национального богатства
Система показателей статистики национального богатства состоит из следующих показателей:
- наличия (объёма) и структуры богатства;
- воспроизводства важнейших его частей;
- динамики всего богатства и его составных элементов;
- размещения богатства на территории страны;
- охраны природных ресурсов и их восполнения.

## Недостатки национального богатства
К недостаткам национального богатства как показателя экономического состояния страны можно отнести следующее:
1. Цены, по которым определяется национальное богатство, не всегда соответствуют рыночным;
2. Национальное богатство учитывает не только нынешние богатства населения и государства в целом, но и богатства, накопленные предыдущими поколениями, что может дать менее точную картину.
3. В национальное богатство не входят иностранные активы, принадлежащие физическим и юридическим лицам страны и при расчёте НБ не вычитаются активы, принадлежащие иностранцам на территории страны, а также золотовалютные резервы;
4. Сопоставления стран по их национальному богатству практически не проводятся, т.к. этот показатель не отражает в полной мере реальную картину.[8]